# Adams mali ligue basket ball italie
Bonjour 
Voilà je me présente je suis le président d'une association de basket ball algérienne, je souhaite prendre part à votre tournoi avec ma jeune équipe de basket pour ce je vous souhaite une agréable journée 
Cordialement le président.